# Béziers Volley 2019-2020
Questa voce raccoglie le informazioni riguardanti il Béziers Volley nelle competizioni ufficiali della stagione 2019-2020.

## Organigramma societario
Area direttiva
- Presidente: Bernard Fages

Area tecnica
- Allenatore: Fabien Simondet
- Allenatore in seconda: Valentin Routeau

## Rosa
| N° | Nome                     | Ruolo | Data di nascita   | Nazionalità sportiva |
| -- | ------------------------ | ----- | ----------------- | -------------------- |
| 1  | Alexa Smith              | S     | 14 dicembre 1996  | Stati Uniti          |
| 2  | Yeisy Soto               | C     | 4 aprile 1996     | Colombia             |
| 3  | Dayana Segovia           | O     | 24 marzo 1996     | Colombia             |
| 4  | Zoé Greatti              | C     | 22 maggio 2000    | Francia              |
| 5  | Alison Bastianelli       | C     | 24 luglio 1997    | Stati Uniti          |
| 7  | Keylla Fabrino           | P     | 13 maggio 1986    | Brasile              |
| 8  | Déborah Lafalize         | P     | 8 settembre 1999  | Belgio               |
| 10 | Janisa Johnson           | S     | 22 settembre 1991 | Stati Uniti          |
| 11 | Astrid Popić             | C     | 24 luglio 1998    | Croazia              |
| 12 | Malina Terrell           | O     | 12 marzo 1992     | Stati Uniti          |
| 13 | Samantha Seliger-Swenson | P     | 24 febbraio 1997  | Stati Uniti          |
| 14 | Manon Braunsteffer       | C     | 12 luglio 2001    | Francia              |
| 16 | Sara Romati              | L     | 5 ottobre 2002    | Francia              |
| 17 | Lauriane Leman           | S     | 15 marzo 1998     | Francia              |
| 18 | Alexandra Rochelle       | L     | 14 dicembre 1983  | Francia              |
| 19 | Calypso Chaboissant      | P     | 23 agosto 2001    | Francia              |

## Risultati

### Coppa di Francia

#### Fase a eliminazione diretta
| Ottavi di finale - 29 ottobre 2019 Complexe Sportif Mangin Beaulieu, Nantes | Nantes         | 2 - 3 | Béziers | 25-16, 21-25, 25-27, 25-17, 10-15 |
| Quarti di finale - 12 novembre 2019 Palais des Sports, Mulhouse             | ASPTT Mulhouse | 3 - 2 | Béziers | 21-25, 21-25, 35-33, 25-23, 16-14 |

### Challenge Cup

#### Fase a eliminazione diretta
| Sedicesimi di finale (andata) - 4 dicembre 2019 Hall Omnisport New, Walferdange       | RSR Walfer  | 0 - 3 | Béziers     | 17-25, 9-25, 10-25                |
| Sedicesimi di finale (ritorno) - 18 dicembre 2019 Halle du Four a Chaux, Béziers      | Béziers     | 3 - 0 | RSR Walfer  | 25-14, 25-14, 25-15               |
| Ottavi di finale (andata) - 22 gennaio 2020 Halle du Four a Chaux, Béziers            | Béziers     | 3 - 0 | Kuusamon    | 28-26, 25-14, 25-17               |
| Ottavi di finale (ritorno) - 5 febbraio 2020 Kuusamon Liikuntahalli, Kuusamo          | Kuusamon    | 2 - 3 | Béziers     | 19-25, 25-27, 25-20, 26-24, 11-15 |
| Quarti di finale (andata) - 19 febbraio 2020 Sporthalle Neuköllner Straße, Aquisgrana | PTSV Aachen | 0 - 3 | Béziers     | 20-25, 21-25, 18-25               |
| Quarti di finale (ritorno) - 4 marzo 2020 Halle du Four a Chaux, Béziers              | Béziers     | 3 - 0 | PTSV Aachen | 25-15, 25-22, 25-18               |
| Semifinali (andata) Melina Merkourī Hall, Rentis                                      | Olympiakos  | -     | Béziers     | annullata                         |
| Semifinali (ritorno) Halle du Four a Chaux, Béziers                                   | Béziers     | -     | Olympiakos  | annullata                         |